# تاصوفانت (تيليشت آيت واعلو)
تاصوفانت هو دُوَّار يقع بجماعة سيدي عياد، إقليم ميدلت، جهة درعة تافيلالت في المملكة المغربية. ينتمي الدوّار لمشيخة تيليشت آيت واعلو التي تضم 10 دواوير. يقدر عدد سكانه بـ 179 نسمة حسب الإحصاء الرسمي للسكان والسكنى لسنة 2004.

## روابط خارجية
- البوابة الوطنية للجماعات الترابية نسخة محفوظة 12 مارس 2018 على موقع واي باك مشين.
- المندوبية السامية للتخطيط